# Campionati francesi di sci alpino 2007
I Campionati francesi di sci alpino 2007 si svolsero a Les Arcs, Val-Cenis e Val-d'Isère dal 22 marzo all'8 aprile. Il programma includeva gare di discesa libera, supergigante, slalom gigante, slalom speciale e supercombinata, tutte sia maschili sia femminili, ma la supercombinata femminile è stata annullata.
Trattandosi di competizioni valide anche ai fini del punteggio FIS, vi parteciparono anche sciatori di altre federazioni, senza che questo consentisse loro di concorrere al titolo nazionale francese.

## Risultati

### Uomini

#### Discesa libera
| Pos. | Atleta                  | Nazione | Tempo   |
| ---- | ----------------------- | ------- | ------- |
| 1    | Pierre Paquin           | Francia | 1:20,31 |
| 2    | Guillermo Fayed         | Francia | 1:20,37 |
| 3    | Cyril Nocenti           | Francia | 1:20,58 |
| 4    | Adrien Théaux           | Francia | 1:20,73 |
| 5    | Yannick Bertrand        | Francia | 1:20,75 |
| 6    | Alexandre Bouillot      | Francia | 1:20,73 |
| 7    | Antoine Dénériaz        | Francia | 1:21,06 |
| 8    | Marc Bottollier-Lasquin | Francia | 1:21,49 |
| 9    | Cyril Vieux             | Francia | 1:21,56 |
| 10   | Julien Bal              | Francia | 1:21,97 |

Data: 25 marzo

Località: Val-d'Isère

#### Supergigante
| Pos. | Atleta             | Nazione | Tempo   |
| ---- | ------------------ | ------- | ------- |
| 1    | Adrien Théaux      | Francia | 1:14,40 |
| 2    | Thomas Frey        | Francia | 1:15,63 |
| 3    | Antoine Dénériaz   | Francia | 1:15,66 |
| 4    | Cyril Nocenti      | Francia | 1:15,89 |
| 5    | Julien Bal         | Francia | 1:16,10 |
| 6    | Yannick Bertrand   | Francia | 1:16,35 |
| 7    | Steve Missillier   | Francia | 1:16,41 |
| 8    | Alexandre Pasquier | Francia | 1:16,77 |
| 9    | Julien Lizeroux    | Francia | 1:17,43 |
| 10   | Fabien Rigole      | Francia | 1:17,58 |

Data: 22 marzo

Località: Val-d'Isère

#### Slalom gigante
| Pos. | Atleta               | Nazione     | Tempo    |
| ---- | -------------------- | ----------- | -------- |
| 1    | Thomas Fanara        | Francia     | 2:10,96  |
| 2    | Steve Missillier     | Francia     | 2:11,156 |
| 3    | Cyprien Richard      | Francia     | 2:11,41  |
| 4    | Ondřej Bank          | Rep. Ceca   | 2:11,68  |
| 5    | Joël Chenal          | Francia     | 2:11,69  |
| 6    | Andrew Noble         | Regno Unito | 2:11,82  |
| 7    | Thomas Frey          | Francia     | 2:11,91  |
| 8    | Julien Bal           | Francia     | 2:12,05  |
| 9    | Alexander Ploner     | Italia      | 2:12,24  |
| 10   | Jean-Baptiste Grange | Francia     | 2:12,25  |

Data: 8 aprile

Località: Val-Cenis

#### Slalom speciale
| Pos. | Atleta                   | Nazione  | Tempo   |
| ---- | ------------------------ | -------- | ------- |
| 1    | Steve Missillier         | Francia  | 1:30,49 |
| 2    | Pierrick Bourgeat        | Francia  | 1:30,80 |
| 3    | Thomas Mermillod Blondin | Francia  | 1:30,85 |
| 3    | Sébastien Sorrel         | Francia  | 1:30,85 |
| 5    | Gaëtan Llorach           | Francia  | 1:30,88 |
| 6    | Alexandre Anselmet       | Francia  | 1:31,17 |
| 7    | Jean-Baptiste Grange     | Francia  | 1:31,29 |
| 8    | Joël Chenal              | Francia  | 1:31,40 |
| 9    | Maxime Tissot            | Francia  | 1:31,42 |
| 10   | Markus Vogel             | Svizzera | 1:31,77 |

Data: 5 aprile

Località: Les Arcs

#### Supercombinata
| Pos. | Atleta                | Nazione  | Tempo   |
| ---- | --------------------- | -------- | ------- |
| 1    | Pierre Paquin         | Francia  | 2:15,17 |
| 2    | Alexandre Bouillot    | Francia  | 2:15,53 |
| 3    | Julien Lizeroux       | Francia  | 2:16,21 |
| 4    | Antoine Bossert       | Francia  | 2:17,19 |
| 5    | Jérémie Durand        | Francia  | 2:17,66 |
| 6    | Victor Muffat Jeandet | Francia  | 2:18,44 |
| 7    | Roger Vidosa          | Andorra  | 2:18,45 |
| 8    | Alexandre Pasquier    | Francia  | 2:19,02 |
| 9    | Jean-Frédéric Chapuis | Svizzera | 2:20,08 |
| 10   | Nicolas Thoule        | Francia  | 2:20,13 |

Data: 25 marzo

Località: Val-d'Isère

### Donne

#### Discesa libera
| Pos. | Atleta               | Nazione  | Tempo   |
| ---- | -------------------- | -------- | ------- |
| 1    | Fränzi Aufdenblatten | Svizzera | 1:25,60 |
| 2    | Ingrid Jacquemod     | Francia  | 1:26,09 |
| 3    | Anne-Sophie Barthet  | Francia  | 1:26,78 |
| 4    | Carolina Ruiz        | Spagna   | 1:26,92 |
| 5    | Catherine Borghi     | Svizzera | 1:27,54 |
| 6    | Marion Pellissier    | Francia  | 1:27,58 |
| 7    | Martina Schild       | Svizzera | 1:27,64 |
| 8    | Aurélie Santon       | Francia  | 1:27,66 |
| 9    | Célia Rollet         | Francia  | 1:27,93 |
| 10   | Aurélia Urbain       | Francia  | 1:28,00 |

Data: 28 marzo

Località: Val-d'Isère

#### Supergigante
| Pos. | Atleta                | Nazione | Tempo   |
| ---- | --------------------- | ------- | ------- |
| 1    | Carolina Ruiz         | Spagna  | 1:20,03 |
| 2    | Aude Aguilaniu        | Francia | 1:20,50 |
| 3    | Marie Marchand-Arvier | Francia | 1:20,93 |
| 4    | Aurélie Santon        | Francia | 1:21,41 |
| 5    | Sandrine Aubert       | Francia | 1:21,72 |
| 6    | Tessa Worley          | Francia | 1:21,95 |
| 7    | Magda Mattel          | Francia | 1:21,97 |
| 8    | Chloé Bernard-Granger | Francia | 1:23,90 |
| 9    | Marion Rapin          | Francia | 1:24,22 |

Data: 29 marzo

Località: Val-d'Isère

#### Slalom gigante
| Pos. | Atleta                | Nazione     | Tempo   |
| ---- | --------------------- | ----------- | ------- |
| 1    | Chemmy Alcott         | Regno Unito | 2:04,89 |
| 2    | Ingrid Jacquemod      | Francia     | 2:05,23 |
| 3    | Anne-Sophie Barthet   | Francia     | 2:05,27 |
| 4    | Tessa Worley          | Francia     | 2:06,07 |
| 5    | Audrey Peltier        | Francia     | 2:06,74 |
| 6    | Aurélie Santon        | Francia     | 2:08,09 |
| 7    | Olivia Bertrand       | Francia     | 2:08,28 |
| 8    | Marie Marchand-Arvier | Francia     | 2:09,09 |
| 9    | Sophie Melillo        | Francia     | 2:10,02 |
| 10   | Margot Bailet         | Francia     | 2:10,07 |

Data: 25 marzo

Località: Val-d'Isère

#### Slalom speciale
| Pos. | Atleta                    | Nazione     | Tempo   |
| ---- | ------------------------- | ----------- | ------- |
| 1    | Sandrine Aubert           | Francia     | 1:43,23 |
| 2    | Florine de Leymarie       | Francia     | 1:43,41 |
| 3    | Vanessa Vidal             | Francia     | 1:43,63 |
| 4    | Anne-Sophie Barthet       | Francia     | 1:43,87 |
| 5    | Nastasia Noens            | Francia     | 1:44,66 |
| 6    | Chemmy Alcott             | Regno Unito | 1:45,31 |
| 7    | Tamara Vidoni             | Francia     | 1:45,42 |
| 8    | Estelle Pecherand-Charmet | Francia     | 1:45,43 |
| 9    | Julie Bordeau             | Francia     | 1:45,77 |
| 10   | Tessa Worley              | Francia     | 1:46,16 |

Data: 24 marzo

Località: Val-d'Isère

#### Supercombinata
La gara, in programma il 25 marzo a Val-d'Isère e in seguito il 4 aprile a Tignes, è stata annullata.